# Храштјани (Праг-запад)
Храштјани (чеш. Chrášťany) је насељено мјесто са административним статусом сеоске општине (чеш. obec) у округу Праг-запад, у Средњочешком крају, Чешка Република.

## Становништво
Према подацима о броју становника из 2014. године насеље је имало 851 становника.